# Frankliniella umbrosa
Frankliniella umbrosa är en insektsart som beskrevs av Dudley Moulton 1948. Frankliniella umbrosa ingår i släktet Frankliniella och familjen smaltripsar. Inga underarter finns listade i Catalogue of Life.